# Maison de l'Ardoise
La Maison de l'Ardoise est un musée situé au cœur de Rimogne. Il a été inauguré en 1997 dans les anciens bâtiments de l'ardoisière la Grande Fosse et de la centrale électrique distribuant le courant dans les différentes fosses.
Plusieurs salles retracent l'histoire de ce qu'a été l'extraction de l'ardoise à Rimogne. Une maquette géante montre au visiteur l'implantation des différents points d'extraction et des différents bâtiments relatifs aux ardoisières. Le musée étant installé en partie dans l'ancienne centrale électrique, il est possible de voir ces anciennes installations. Une collection d'anciens outils et de cartes est également présentée au visiteur.

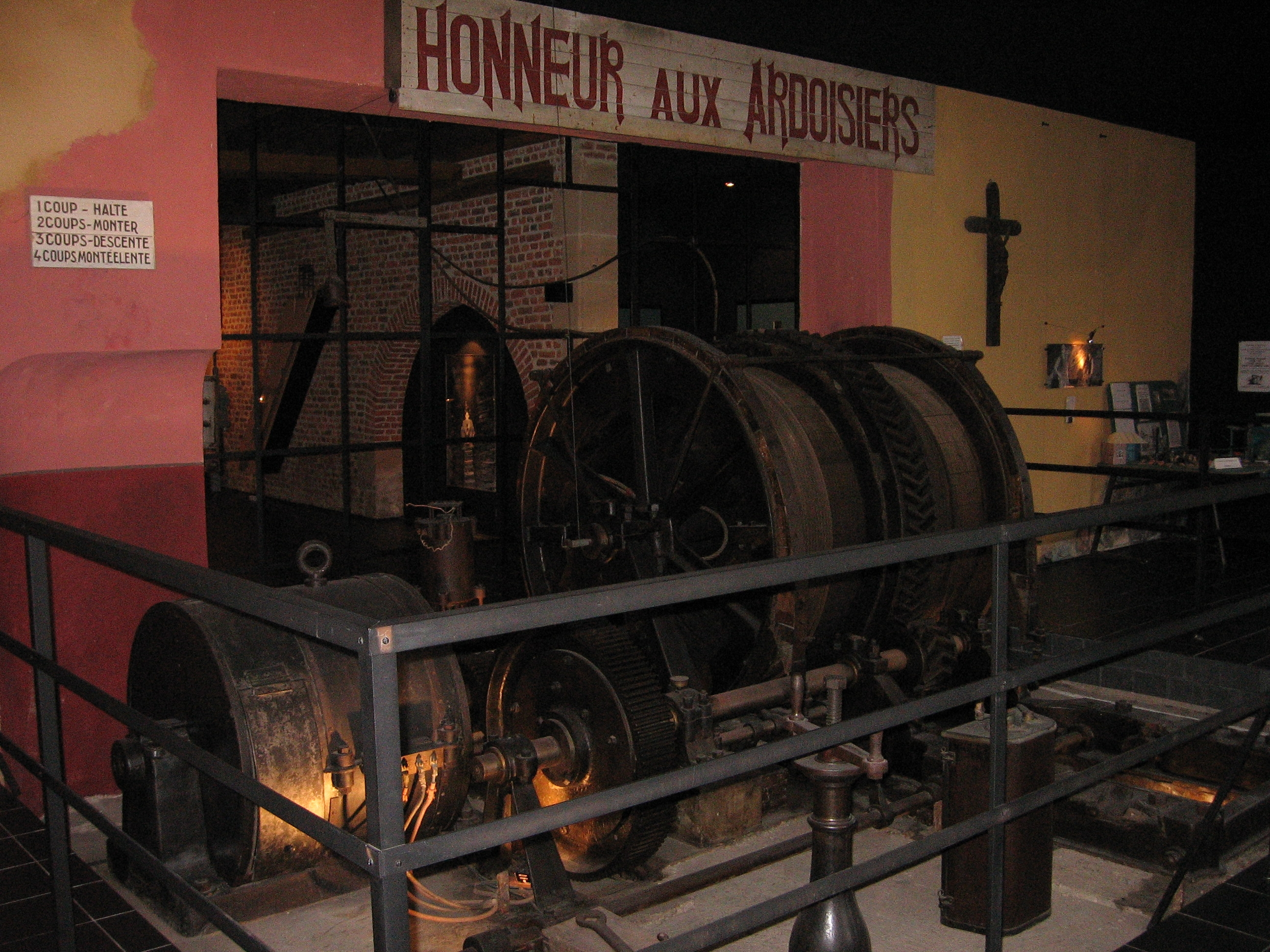
Salle du treuil de la Maison de l'Ardoise

Une autre salle abrite le grand compresseur d'origine. De nombreuses cartes postales et agrandissement viennent raconter ce qu'a été l'histoire de la centrale.
Le point d'orgue de la visite du musée est le chevalement avec sa charpente en bois et le puits de 185 mètres de profondeur situé à l'aplomb ainsi que la salle du treuil. Une vitre transparente disposée sur le puits permet d'en voir une partie. C'est de là que remontait la pierre jusque dans les années 1930, années à partir desquelles se sont produits de violents éboulements.
La vie quotidienne de l'ardoisier n'est pas oubliée. Le culte de Sainte Barbe était au cœur de la vie des ardoisiers, de nombreux objets comme des statues ou des tentures de procession le montrent. La maquette d'une maison d'ouvrier montre la réalité de la vie sociale.
Le musée, auparavant géré par le conseil général, avait fermé ses portes en 2009 ; il a rouvert en 2012, sous l'impulsion cette fois-ci de la mairie de Rimogne.